# Elek Tamás
Elek Tamás (Thomas Elek) (Budapest, 1924. december 7. – Párizs/Suresnes, 1944. február 21.) a Mont Valérien erdőjében elítélt és kivégzett francia ellenállás egyik tagja, a Manouchian-csoport 22 tagjának egyike, az FTP-MOI francia felszabadító hadsereg része. A kivégzés után a Vichy-kormány megpróbálta lebecsülni az ellenállást, és több ezer példányban terjesztette és posztolta az Affice Rouge-t. A piros hátteréről elnevezett plakáton 10 manouchi csoport szerepelt, köztük Elek Tamás. "Elek Juif Hongrois 8 déraillements" néven lett azonosítva.
A francia ellenállás magyar résztvevője, agrármérnök-hallgató.

## Életpályája

### Korai évek
Budapesten született, kommunista értelmiségi családban. Az Elek család (Tamás, édesapja Sándor, húga Márta, és anyja Ilona, és terhes testvére Bella) kivándorolt Franciaországba 1930-ban. Párizsban telepedtek le, ahol édesanyja, a különböző kisebb munkák után vendéglős lett 1934-ben.

### Második világháború
16 évesen (1940) elhagyta a Lycée Louis-le-Grand-ot, hogy bekapcsolódjon a francia ellenállási mozgalomba, miután a náci német erők legyőzték Franciaországot és elfoglalták Párizst. Csatlakozott a Sorbonne-i hallgatók csoportjához, akik a Groupe du musée de l'Homme-hoz kapcsolódtak; szórólapokat írtak, terjesztettek és ragasztották ki a falakra. 1942 augusztusában szimpatizálva a Jeunesses Communistes-val (kommunista ifjúság) bekapcsolódott az FTP-MOI-ba (Francs Tireurs et Partisans - Main-d'ouvre Immigrée), és felvette az ellenállás fegyveres harcát.
Röviddel ezután egyedüli támadást rendeltek el neki a Rive Gauche német könyvesbolt ellen, ahol csapdába esett. 1943 márciusában a fiatal cseh, Pavel Simo-val együtt gránátos támadást indított egy Asnières-i német tisztek számára fenntartott étterem ellen. Pavel Simo-t letartóztatták; 1943. május 22-én kivégezték.
1943. június 1-én két gránátot dobott egy 70 fős német csoportba a Jaurés metróállomás előtt. Előléptették, és a csoport vezetőjévé nevezték ki az FTP-MOI párizsi régió 4. különítményének központjában; Boczor József vezényelte őket.
Több vasúti kisiklatáson vett részt, nevezetesen július 28-án a Párizs-Château-Thierry vonalon. Ez a kisiklás állítólag 600 német katona halálát okozta.
1943-ban a Manouchian-csoport több tagjával együtt letartóztatták, és megkínozták. Áthelyezték a németek közé, és a Fresnes-i börtönben tartották fogva. A manuszi csoport egyetlen nőtagját kivéve a katonatisztek egy tárgyaláson halálra ítélték őket, és három nappal később, 1944. február 21-én a Mont Valérien erdőben lövés által kivégezték. A nőt egy másik helyszínen lefejezték.

## A Manouchian csoport kivégzett tagjainak listája

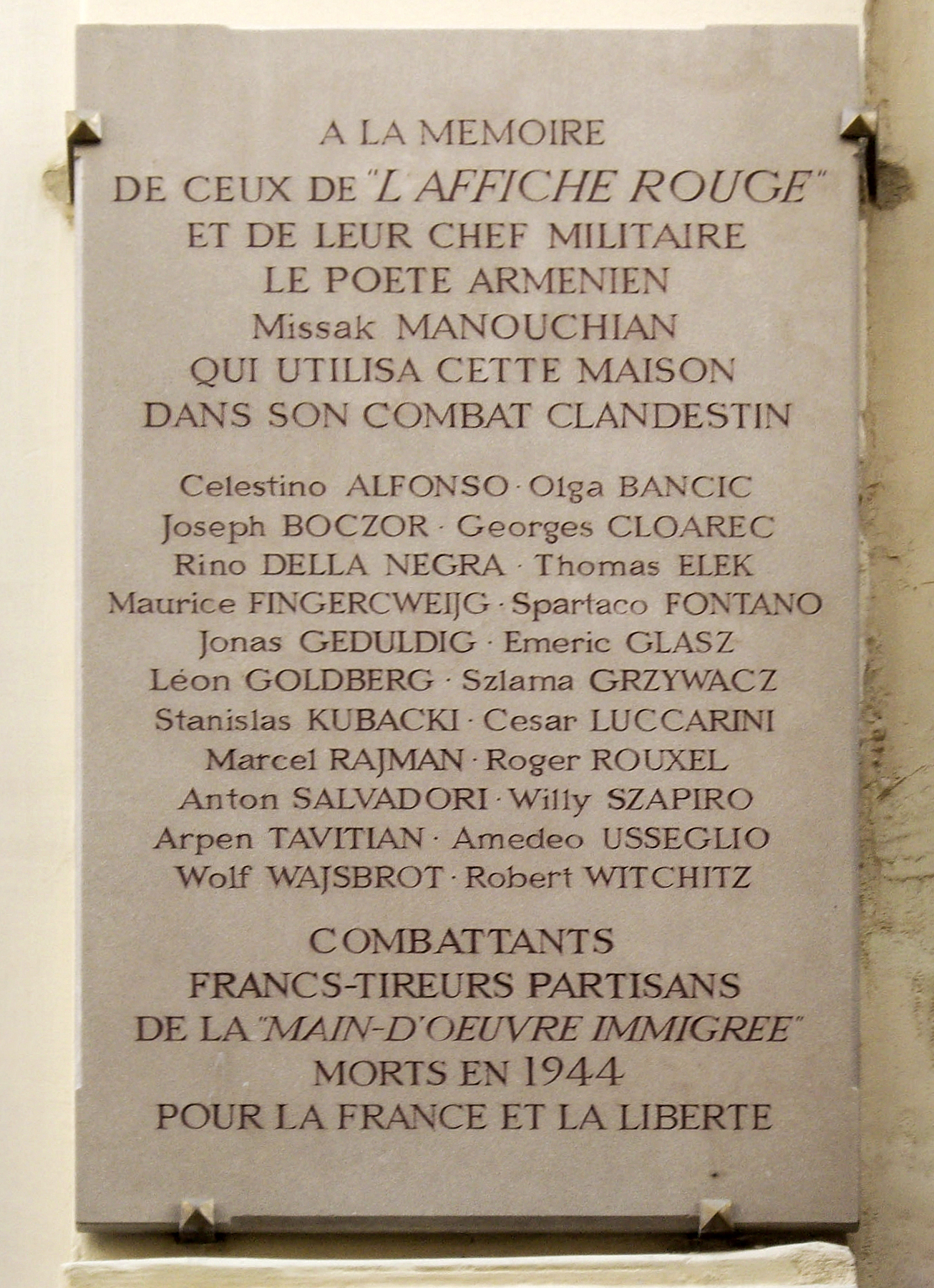

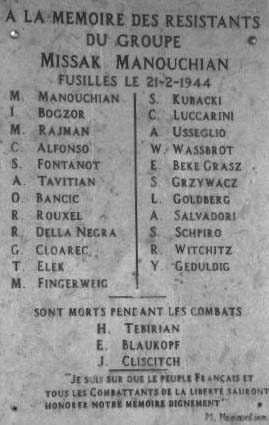

- Celestino Alfonso (AR), spanyol, 27 éves
- Olga Bancic, román, 32 éves (a csoport egyetlen nője, 1944. május 10-én Németországban lefejezték)
- Boczor József (AR), magyar, 38 éves - vegyészmérnök
- Georges Cloarec, francia, 20 éves
- Rino Della Negra, olasz, 19
- Elek Tamás (AR), magyar, 18 éves - hallgató
- Maurice Fingercwejg (AR), lengyel, 19 éves
- Spartaco Fontanot (AR), olasz, 22 éves
- Jonas Geduldig, lengyel, 26 éves
- Békés Glasz Imre, magyar, 42 éves - fémmunkás
- Léon Goldberg, lengyel, 19 éves
- Szlama Grzywacz (AR), lengyel, 34 éves
- Stanislas Kubacki, lengyel, 36 éves
- Cesare Luccarini, olasz, 22 éves
- Missak Manouchian (AR), örmény, 37 éves
- Armenak Arpen Tavitian, örmény, 44 éves
- Marcel Rajman (AR), lengyel, 21 éves
- Roger Rouxel, francia, 18 éves
- Antoine Salvadori, olasz, 24 éves
- Willy Schapiro, lengyel, 29 éves
- Amedeo Usseglio, olasz, 32 éves
- Wolf Wajsbrot (AR), lengyel, 18 éves
- Robert Witchitz (AR), francia, 19 éves

1974-ben postabélyegen szerepelt arcképe.

## Fordítás
- Ez a szócikk részben vagy egészben  a   Thomas Elek című angol Wikipédia-szócikk ezen változatának fordításán alapul.  Az eredeti cikk szerkesztőit annak laptörténete sorolja fel. Ez a jelzés csupán a megfogalmazás eredetét és a szerzői jogokat jelzi, nem szolgál a cikkben szereplő információk forrásmegjelöléseként.
- Ez a szócikk részben vagy egészben  a   Thomas Elek című francia Wikipédia-szócikk ezen változatának fordításán alapul.  Az eredeti cikk szerkesztőit annak laptörténete sorolja fel. Ez a jelzés csupán a megfogalmazás eredetét és a szerzői jogokat jelzi, nem szolgál a cikkben szereplő információk forrásmegjelöléseként.